# Persone di nome Robin
| Questa pagina contiene informazioni ricavate automaticamente dalle voci biografiche con l'ausilio del template Bio e di un bot. L'aggiornamento è periodico e automatico e ricostruisce completamente la pagina. Se manca una persona in questa lista, sei pregato di non aggiungerla, ma accertati piuttosto che la sua voce biografica contenga il template Bio e che i dati anagrafici siano correttamente compilati. Se il template Bio manca, inseriscilo tu stesso o, in alternativa, metti l'avviso {{tmp\|Bio}} che ne segnala la mancanza. Se i dati riportati sono sbagliati, correggi direttamente la voce biografica; le modifiche saranno visibili in questa lista entro pochi giorni. Per chiarimenti vedi il progetto antroponimi. La lista contiene solo le 187 persone che sono citate nell'enciclopedia e per le quali è stato implementato correttamente il template Bio. Pagina aggiornata al 16 ott 2024. |

Questa è una lista di persone presenti nell'enciclopedia che hanno il prenome Robin, suddivise per attività principale.

## Allenatori di calcio(3)
- Robin Dutt, allenatore di calcio, ex calciatore e dirigente sportivo tedesco (Colonia, n. 1965)
- Robin Fraser, allenatore di calcio e ex calciatore statunitense (Kingston, n. 1966)
- Robin van Persie, allenatore di calcio e ex calciatore olandese (Rotterdam, n. 1983)

## Allenatori di tennis(1)
- Robin Söderling, allenatore di tennis e ex tennista svedese (Tibro, n. 1984)

## Artisti(2)
- Robin Rhode, artista sudafricano (Città del Capo, n. 1976)
- Robin Summa, artista, attore e scrittore francese (Pithiviers, n. 1994)

## Astrofisiche(1)
- Robin Canup, astrofisica statunitense (n. 1968)

## Astronomi(1)
- Robin Chassagne, astronomo francese (Rouen, n. 1962 - Le Bouscat, † 2021)

## Attori(11)
- Robin Atkin Downes, attore e doppiatore britannico (Londra, n. 1976)
- Robin Driscoll, attore e sceneggiatore britannico (n. 1957)
- Robin Dunne, attore canadese (Toronto, n. 1976)
- Robin Thomas, attore statunitense (Pittsfield, n. 1949)
- Robin Hughes, attore inglese (Buenos Aires, n. 1920 - Los Angeles, † 1989)
- Robin Renucci, attore e regista francese (Le Creusot, n. 1956)
- Robin Sachs, attore e doppiatore britannico (Londra, n. 1951 - Los Angeles, † 2013)
- Robin Lord Taylor, attore statunitense (Shueyville, n. 1978)
- Robin Walter, attore tedesco (Dortmund, n. 1994)
- Robin Williams, attore, comico e doppiatore statunitense (Chicago, n. 1951 - Paradise Cay, † 2014)
- Robin de Jesús, attore statunitense (Norwalk, n. 1984)

## Attrici(11)
- Robin Bartlett, attrice statunitense (New York, n. 1951)
- Robin Curtis, attrice statunitense (New York Mills, New York, n. 1956)
- Robin Duke, attrice canadese (St. Catharines, n. 1954)
- Robin Givens, attrice statunitense (New York, n. 1964)
- Robin Mattson, attrice e conduttrice televisiva statunitense (Los Angeles, n. 1956)
- Robin Morgan, attrice, poetessa e politica statunitense (Lake Worth, n. 1941)
- Robin Mullins, attrice statunitense (Wise, n. 1958)
- Robin Riker, attrice statunitense (New York, n. 1952)
- Robin Tunney, attrice statunitense (Chicago, n. 1972)
- Robin Weigert, attrice statunitense (Washington, n. 1969)
- Robin Wright, attrice, regista e produttrice cinematografica statunitense (Dallas, n. 1966)

## Autori di giochi(1)
- Robin Laws, autore di giochi e scrittore canadese (Orillia, n. 1964)

## Bassisti(1)
- Robin Zielhorst, bassista olandese (Breda, n. 1982)

## Canoisti(1)
- Robin Bell, canoista australiano (Città del Capo, n. 1977)

## Cantanti(9)
- Robin Beck, cantante statunitense (Brooklyn, n. 1954)
- Robin Gibb, cantante, compositore e arrangiatore britannico (Douglas, n. 1949 - Londra, † 2012)
- Robin Holcomb, cantante e compositrice statunitense
- Robin McAuley, cantante irlandese (County Meath, n. 1953)
- Robin Packalen, cantante finlandese (Turku, n. 1998)
- Robin S., cantante statunitense (New York, n. 1962)
- Cavetown, cantante, musicista e youtuber inglese (Oxford, n. 1998)
- Robin Stjernberg, cantante svedese (Hässleholm, n. 1991)
- Robin Zander, cantante e chitarrista statunitense (Beloit, n. 1953)

## Cantautori(1)
- Robin Thicke, cantautore e produttore discografico statunitense (Los Angeles, n. 1977)

## Cantautrici(2)
- Robyn, cantautrice e musicista svedese (Stoccolma, n. 1979)
- Robin Lee Bruce, cantautrice statunitense (Nashville, n. 1963)

## Cestiste(1)
- Robin Threatt, ex cestista statunitense (Cedar Rapids, n. 1970)

## Cestisti(7)
- Robin Amaize, cestista tedesco (Gießen, n. 1994)
- Robin Benzing, cestista tedesco (Seeheim-Jugenheim, n. 1989)
- Robin Christen, cestista tedesco (Berlino, n. 1991)
- Robin Jones, cestista statunitense (St. Louis, n. 1954 - Chicago, † 2018)
- Robin Jorch, cestista tedesco (Berlino, n. 1994)
- Robin Lopez, cestista statunitense (North Hollywood, n. 1988)
- Robin Smeulders, ex cestista tedesco (Münster, n. 1987)

## Chitarristi(2)
- Robin Le Mesurier, chitarrista, musicista e personaggio televisivo britannico (Londra, n. 1953 - † 2021)
- Robin Trower, chitarrista, cantante e compositore britannico (Catford, n. 1945)

## Ciclisti su strada(2)
- Robin Carpenter, ciclista su strada statunitense (Filadelfia, n. 1992)
- Robin Chaigneau, ex ciclista su strada e dirigente sportivo olandese (Meerkerk, n. 1988)

## Compositori(1)
- Rapoon, compositore e musicista inglese (Cumbria, n. 1955)

## Danzatrici(1)
- Robin Antin, ballerina, coreografa e conduttrice televisiva statunitense (Los Angeles, n. 1961)

## Direttori d'orchestra(1)
- Robin Ticciati, direttore d'orchestra britannico (Barnes, n. 1983)

## Dirigenti sportivi(1)
- Lennie Lawrence, dirigente sportivo, allenatore di calcio e ex calciatore inglese (Brighton, n. 1947)

## Disc jockey(1)
- Robin Schulz, disc jockey e produttore discografico tedesco (Osnabrück, n. 1987)

## Economiste(1)
- Robin Wells, economista e saggista statunitense (n. 1959)

## Economisti(1)
- Robin Hanson, economista statunitense (n. 1959)

## Filosofi(1)
- Robin George Collingwood, filosofo, storico e archeologo britannico (Cartmel, n. 1889 - Coniston, † 1943)

## Fondisti(2)
- Robin Bryntesson, ex fondista svedese (Sollefteå, n. 1985)
- Robin Duvillard, fondista francese (Grenoble, n. 1983)

## Fotografi(1)
- Robin Moyer, fotografo statunitense

## Fumettisti(1)
- Robin Wood, fumettista paraguaiano (Colonia Nueva Australia, n. 1944 - Encarnación, † 2021)

## Generali(1)
- Robin Olds, generale e aviatore statunitense (Honolulu, n. 1922 - Steamboat Springs, † 2007)

## Giocatori di baseball(2)
- Robin Roberts, giocatore di baseball statunitense (Springfield, n. 1926 - Temple Terrace, † 2010)
- Robin Yount, ex giocatore di baseball statunitense (Danville, n. 1955)

## Giocatori di curling(1)
- Robin Welsh, giocatore di curling britannico (Edimburgo, n. 1869 - Edimburgo, † 1934)

## Giocatori di football americano(4)
- Robin Cole, ex giocatore di football americano statunitense (Los Angeles, n. 1955)
- Robin Fensch, giocatore di football americano tedesco (Amburgo, n. 1993)
- Robin Gavelin-Miranda, giocatore di football americano svedese (n. 1994)
- Robin Wilzeck, ex giocatore di football americano tedesco (Forst, n. 1999)

## Giornaliste(1)
- Robin Givhan, giornalista statunitense (Detroit, n. 1965)

## Hockeisti su ghiaccio(2)
- Robin Grossmann, hockeista su ghiaccio svizzero (Dintikon, n. 1987)
- Chris Joseph, ex hockeista su ghiaccio canadese (Burnaby, n. 1969)

## Imprenditori(2)
- Robin Li, imprenditore cinese (Yangquan, n. 1968)
- Crispin Odey, imprenditore inglese (Yorkshire, n. 1959)

## Kickboxer(1)
- Robin van Roosmalen, kickboxer e artista marziale misto olandese ('s-Hertogenbosch, n. 1989)

## Lottatori(1)
- Robin Reed, lottatore statunitense (Pettigrew, n. 1899 - Salem, † 1978)

## Matematici(2)
- Robin Hartshorne, matematico statunitense (n. 1938)
- Robin James Wilson, matematico britannico (Londra, n. 1943)

## Medici(1)
- Robin Cook, medico e scrittore statunitense (New York, n. 1940)

## Mercanti d'arte(1)
- Robin Barton, mercante d'arte britannico (Leamington Spa, n. 1958)

## Musicisti(2)
- Robin Mallapert, musicista francese
- Robin Rimbaud, musicista e compositore inglese (Londra, n. 1964)

## Nobili(1)
- Robin Russell, XIV duca di Bedford, nobile inglese (Londra, n. 1940 - Londra, † 2003)

## Nuotatori(5)
- Robin van Aggele, ex nuotatore olandese (Hilversum, n. 1984)
- Robin Backhaus, ex nuotatore statunitense (Lincoln, n. 1955)
- Robin Backhaus, nuotatore tedesco (Berlino, n. 1989)
- Robin Hanson, nuotatore svedese (Järfälla, n. 2001)
- Robin Leamy, ex nuotatore statunitense (Apia, n. 1961)

## Nuotatrici(1)
- Robin Corsiglia, ex nuotatrice canadese (Kirkland, n. 1962)

## Pallanuotiste(1)
- Robin Beauregard, ex pallanuotista statunitense (Long Beach, n. 1979)

## Pallavoliste(1)
- Robin de Kruijf, ex pallavolista olandese (Nieuwegein, n. 1991)

## Pattinatori artistici su ghiaccio(2)
- Robin Cousins, ex pattinatore artistico su ghiaccio britannico (Bristol, n. 1957)
- Robin Szolkowy, ex pattinatore artistico su ghiaccio tedesco (Greifswald, n. 1979)

## Piloti automobilistici(1)
- Robin Frijns, pilota automobilistico olandese (Maastricht, n. 1991)

## Piloti motociclistici(3)
- Robin Lässer, pilota motociclistico tedesco (Isny im Allgäu, n. 1991)
- Robin Milton, pilota motociclistico britannico (n. 1966)
- Robin Mulhauser, pilota motociclistico svizzero (Friburgo, n. 1991)

## Pistard(3)
- Robin Croker, ex pistard britannico (Melbourne, n. 1954)
- Robin Froidevaux, pistard e ciclista su strada svizzero (Morges, n. 1998)
- Robin Juel Skivild, pistard e ciclista su strada danese (Ryslinge, n. 2001)

## Poeti(1)
- Robin Robertson, poeta scozzese (Scone, n. 1955)

## Polistrumentisti(1)
- Robin Guthrie, polistrumentista e produttore discografico scozzese (Grangemouth, n. 1962)

## Politiche(1)
- Robin Kelly, politica statunitense (New York, n. 1956)

## Politici(1)
- Robin Cook, politico britannico (Bellshill, n. 1946 - Inverness, † 2005)

## Produttori discografici(2)
- Jaydee, produttore discografico olandese (n. 1958)
- Robin Scott, produttore discografico e cantante britannico (Croydon, n. 1947)

## Rapper(1)
- Lady of Rage, rapper e attrice statunitense (Farmville, n. 1968)

## Registi(2)
- Robin Campillo, regista, sceneggiatore e montatore francese (Mohammedia, n. 1962)
- Robin Hardy, regista britannico (Londra, n. 1929 - Reading, † 2016)

## Rugbisti a 15(4)
- Robin Brooke, ex rugbista a 15 neozelandese (Warkworth, n. 1966)
- Robbie Henshaw, rugbista a 15 irlandese (Athlone, n. 1993)
- Robin McBryde, ex rugbista a 15 e allenatore di rugby a 15 britannico (Bangor, n. 1970)
- Robin Williams, rugbista a 15 gallese (Pontypool, n. 1950 - † 2018)

## Saltatori con gli sci(1)
- Robin Pedersen, saltatore con gli sci norvegese (n. 1996)

## Sceneggiatori(1)
- Robin Bhatt, sceneggiatore indiano

## Sceneggiatrici(1)
- Robin Swicord, sceneggiatrice, regista e produttrice cinematografica statunitense (Columbia, n. 1952)

## Scenografi(1)
- Robin Wagner, scenografo statunitense (San Francisco, n. 1933 - New York, † 2023)

## Sciatori alpini(2)
- Robin Buffet, ex sciatore alpino francese (Annecy, n. 1991)
- Robin McLeish, ex sciatore alpino canadese (n. 1956)

## Scrittori(3)
- Robin Sharma, scrittore canadese (Toronto, n. 1965)
- Robin Skelton, scrittore e poeta britannico (Easington, n. 1925 - Victoria, † 1997)
- Robin Sloan, scrittore statunitense (Michigan, n. 1979)

## Scrittrici(2)
- Robin Benway, scrittrice statunitense (Inglewood, n. 1978)
- Robin Hobb, scrittrice statunitense (California, n. 1952)

## Slittinisti(2)
- Robin Geueke, slittinista tedesco (Lennestadt, n. 1992)
- Robin Partch, ex slittinista statunitense (Springfield, n. 1944)

## Sollevatrici(1)
- Robin Byrd, ex sollevatrice statunitense (Newnan, n. 1970)

## Tenniste(4)
- Robin Anderson, tennista statunitense (Long Branch, n. 1993)
- Robin Blakelock, ex tennista britannica (n. 1944)
- Robin Montgomery, tennista statunitense (Washington, n. 2004)
- Robin White, ex tennista statunitense (San Diego, n. 1963)

## Tennisti(3)
- Robin Drysdale, ex tennista britannico (Dedham, n. 1952)
- Robin Haase, tennista olandese (L'Aia, n. 1987)
- Robin Vik, ex tennista ceco (Hradec Králové, n. 1980)

## Velocisti(1)
- Robin Vanderbemden, velocista belga (n. 1994)

## Wrestler(1)
- Rockin' Robin, ex wrestler statunitense (Charlotte, n. 1964)

## Senza attività specificata(1)
- Robin von Eltz († 1388)